# SN 2004ez
SN 2004ez – supernowa typu II-P odkryta 15 października 2004 roku w galaktyce NGC 3430. W momencie odkrycia miała maksymalną jasność 17,30m.